# Рудник Брічмулла
Рудник Брічмулла — колишній гірничодобувний майданчик на сході Узбекистану.
Є відомості, що в околицях Брічмулли виявлені стародавні виробітки, з яких добували миш'як (арсен) та мінеральні фарби.
У 1924-му геологи виявили поблизу Брічмулли арсенопірит, а в 1931-му тут почали повноцінні геологорозвідувальні роботи. Як наслідок, у 1933-му ввели в дію Брічмуллінський комбінат, копальня якого видобувала арсенову руду. Остання перероблялась тут же методом рафінування з наступним випуском білого миш'яку, потрібного для виробництва цілого ряду видів хімічної зброї, зокрема люїзиту.
Про обсяги робіт відомо, що в першому кварталі 1936 року в Брічмуллі випустили 81 тонну миш'яку.
У 1950-му через вичерпання запасів Брічмуллінський комбінат закрили.